# The Art of Malice
The Art of Malice é um álbum do guitarrista John 5 (Ex-Marilyn Manson e atual Rob Zombie), foi lançado dia 11 de Maio de 2010. É o álbum sucessor do álbum remix Remixploitation.

## Lista Músicas
1. "The Nightmare Unravels" – 4:54
2. "The Art of Malice" - 1:46
3. "Ill Will or Spite" - 4:03
4. "J.W." - 3:10
5. "Ya Dig(feat. Billy Sheehan)" - 3:53
6. "Can I Live Again" - 4:02
7. "Portrayed as Unremorseful" - 3:29
8. "Steel Guitar Rag" - 3:00
9. "Wayne County Killer" - 3:42
10. "Fractured Mirror (Ace Frehley cover)" - 5:09
11. "The S-lot" - 4:13
12. "The Last Page Turned" - 3:35

## Desempenho em Paradas Musicais
| Ano  | Trabalho          | Ranking                   | Posição | Ref.  |
| ---- | ----------------- | ------------------------- | ------- | ----- |
| 2010 | The Art of Malice | Billboard Top Heatseekers | #27     | [ 1 ] |